# 고민시
고민시(高旻示, 1995년 2월 15일~)는 대한민국의 배우이다. 고교 졸업 후 웨딩 플래너로 활동 하다가 3분짜리 단편영화 "평행소설"을 감독하며 본격적으로 연기자의 길에 들어섰다.

## 학력
- 중리중학교 (졸업)
- 예일미용고등학교[1] (졸업)

## 출연 작품

### 영화
| 연도 | 제목         | 역할        | 감독           | 비고     |
| ---- | ------------ | ----------- | -------------- | -------- |
| 2016 | 평행소설     | 여자        | 최승현, 고민시 | 단편영화 |
| 2018 | 치즈인더트랩 | 여후배      | 김제영         |          |
| 2018 | 마녀         | 도명희      | 박훈정         |          |
| 2019 | 봉오동 전투  | 이화자      | 원신연         |          |
| 2020 | 세트플레이   | 김유선      | 문승욱         |          |
| 2022 | 헤어질 결심  | [흰꽃] 무녀 | 박찬욱         |          |
| 2023 | 밀수         | 고옥분      | 류승완         |          |

### 드라마
| 연도 | 방송사  | 제목                               | 역할      | 비고     |
| ---- | ------- | ---------------------------------- | --------- | -------- |
| 2016 | 빈칸    | 72초 TV                            | 기억녀 外 | 웹드라마 |
| 2017 | SBS     | 엽기적인 그녀                      | 선경      | 32부작   |
| 2017 | 빈칸    | 완전무결, 그놈                     | 해나      | 웹드라마 |
| 2017 | JTBC    | 청춘시대 2                         | 오하나    | 14부작   |
| 2017 | OCN     | 멜로홀릭                           | 주여진    | 10부작   |
| 2018 | JTBC    | 으라차차 와이키키                  | 이민아    | 특별출연 |
| 2018 | tvN     | 라이브                             | 오송이    | 18부작   |
| 2018 | KBS2    | 드라마 스페셜 - 잊혀진 계절        | 최지영    | 단막극   |
| 2018 | tvN     | 하늘에서 내리는 일억 개의 별       | 임유리    | 16부작   |
| 2019 | Netflix | 좋아하면 울리는                    | 박굴미    | 8부작    |
| 2019 | SBS     | 시크릿 부티크                      | 이현지    | 16부작   |
| 2020 | KBS2    | 드라마 스페셜 - 고백하지 않는 이유 | 서윤찬    | 단막극   |
| 2020 | Netflix | 스위트홈                           | 이은유    | 10부작   |
| 2021 | Netflix | 좋아하면 울리는 시즌 2             | 박굴미    | 8부작    |
| 2021 | KBS2    | 오월의 청춘                        | 김명희    | 12부작   |
| 2021 | tvN     | 지리산                             | 이다원    | 16부작   |
| 2023 | Netflix | 스위트홈 시즌 2                    | 이은유    | 8부작    |
| 2024 | Netflix | 스위트홈 시즌 3                    | 이은유    | 8부작    |
| 2024 | Netflix | 아무도 없는 숲속에서               | 유성아    | 8부작    |
| 2025 | ENA     | 당신의 맛                          | 모연주    | 10부작   |
| 2026 | Netflix | 그랜드 갤럭시                      |           | 14부작   |

### 뮤직비디오
- 2016년 천둥 - Sign(Feat. 구하라)
- 2021년 그레이 - Make Love(Feat. 자이언티)

## 그 외 활동

### TV 프로그램
- 2019년 런닝맨 - 474회 게스트 출연
- 2021년 톡이나 할까? - 31회 게스트 출연
- 2023년 전지적 참견 시점 - 255회 게스트 출연
- 2023년 놀라운 토요일 - 273회 게스트 출연
- 2024년 서진이네2 - 고정 출연
- 2024년 놀라운 토요일 - 329회 게스트 출연
- 2024년 덱스의 냉터뷰 - 23회 게스트 출연

## 수상 및 후보
| 연도 | 시상식                              | 부문                           | 작품                                   | 결과 |
| ---- | ----------------------------------- | ------------------------------ | -------------------------------------- | ---- |
| 2016 | 제4회 SNS 3분 영화제                | 대상                           | 평행소설                               | 수상 |
| 2018 | 제55회 대종상                       | 여우조연상                     | 마녀                                   | 후보 |
| 2018 | 제7회 대한민국 베스트 스타상        | 인기스타상                     | 마녀                                   | 수상 |
| 2019 | SBS 연기대상                        | 여자 신인연기상                | 시크릿 부티크                          | 수상 |
| 2020 | KBS 연기대상                        | 여자 연작·단막극상             | KBS 드라마 스페셜 - 고백하지 않는 이유 | 후보 |
| 2021 | 제3회 아시아콘텐츠어워즈            | 여자 신인연기상                | 스위트홈                               | 수상 |
| 2021 | 2021 Asian Academy Creative Awards  | 베스트 여우조연상              | 스위트홈                               | 후보 |
| 2021 | KBS 연기대상                        | 베스트 커플상 (with 이도현)    | 오월의 청춘                            | 수상 |
| 2021 | KBS 연기대상                        | 여자 네티즌상                  | 오월의 청춘                            | 후보 |
| 2021 | KBS 연기대상                        | 미니시리즈부문 여자 우수연기상 | 오월의 청춘                            | 수상 |
| 2021 | KBS 연기대상                        | 여자 최우수연기상              | 오월의 청춘                            | 후보 |
| 2023 | 제32회 부일영화상                   | 신인여자연기상                 | 밀수                                   | 후보 |
| 2023 | 제32회 부일영화상                   | 여우조연상                     | 밀수                                   | 수상 |
| 2023 | 제9회 마리끌레르 아시아 스타 어워즈 | 페이스 오브 아시아상           | 밀수                                   | 수상 |
| 2023 | 제59회 대종상                       | 여우조연상                     | 밀수                                   | 후보 |
| 2023 | 제44회 청룡영화상                   | 신인여우상                     | 밀수                                   | 수상 |
| 2023 | 제28회 춘사국제영화제               | 신인여우상                     | 밀수                                   | 수상 |
| 2023 | 제24회 올해의 여성영화인상          | 신인연기상                     | 밀수                                   | 수상 |
| 2023 | 제24회 부산영화평론가협회상         | 여자연기자상                   | 밀수                                   | 수상 |
| 2023 | 제10회 한국영화제작가협회상         | 여우조연상                     | 밀수                                   | 수상 |
| 2024 | 제17회 아시안 필름 어워즈           | 여우조연상                     | 밀수                                   | 후보 |
| 2024 | 제60회 백상예술대상                 | 영화부문 여자 신인연기상       | 밀수                                   | 후보 |
| 2024 | 제16회 방송광고 페스티벌            | CF스타 우수상                  | 빈칸                                   | 수상 |
| 2024 | 제6회 뉴시스 한류엑스포             | 서울시장상                     | 스위트홈 시즌 1~3                      | 수상 |
| 2024 | 제15회 코리아 드라마 어워즈         | 여자 우수연기상                | 스위트홈 시즌 2                        | 수상 |
| 2024 | 엘르 스타일 어워즈                  | 아이코닉 스타일상              | 빈칸                                   | 수상 |
| 2024 | 제15회 대한민국 대중문화예술상      | 문화체육관광부장관 표창        | 빈칸                                   | 수상 |
| 2024 | 제12회 서울국제영화대상             | 여자 최고인기상                | 아무도 없는 숲속에서                   | 수상 |
| 2024 | 제10회 에이판 스타 어워즈           | 미니시리즈부문 여자 우수연기상 | 아무도 없는 숲속에서, 스위트홈 시즌 2  | 후보 |
| 2025 | 대한민국 퍼스트브랜드 대상          | 여자배우(OTT)                  | 아무도 없는 숲속에서, 스위트홈 시즌 2  | 수상 |
| 2025 | 제61회 백상예술대상                 | 방송부문 여자 최우수연기상     | 아무도 없는 숲속에서                   | 후보 |